# ターミネーター4 (ビデオゲーム)
『TERMINATOR SALVATION』（ターミネーター・サルベーション）は、映画『ターミネーター4』を原作としたサードパーソン･シューティングゲームである。
開発はスウェーデンのゲーム会社GRINが行い、アメリカでの発売はワーナー・ブラザース・インタクラクティブ・エンターテイメントが行っている。iPhone / iPod touchや携帯アプリ版はゲームロフトからの発売。
なお、『ターミネーター4』というタイトルは日本式（邦題）であり、海外では映画のオリジナル･タイトル（原題）もターミネーター・サルベイション（Terminator: Salvation）である。「サルベイジョン」とも表記できる。意味は救済あるいは救出。
日本ではXbox 360とPS3版がタイトーから2009年9月17日に発売され、タイトー最後の据え置き型ゲーム機用のゲームタイトルであった。
2009年11月18日にゲーム中の映像を編集して作成されたターミネーター4:マシニマ（原題：Terminator Salvation Machinima Series）という映像作品がリリースされた。

## 概要
このゲームはターミネーター4を題材としたサードパーソン・シューティングゲームで、プレイヤーはジョン・コナーとなり、スカイネット率いる機械軍による人類の殲滅を阻止するため戦う。映画のゲーム化としているが、ストーリーは映画の2年前の時点を描く前日談（プロローグ）である。
ゲームそのものはGRINが以前に開発した『ウォンテッド: ウェポンズ・オブ・フェイト』から継承しており、エンジンもそれと同じであるため、兄弟作品と考えても良い。ちなみに両者とも映画原作で、発売もワーナーブラザーである。
GRINは元々カーアクションゲームやガンシューティングゲームの製作を得意としている、というよりそれに特化した専門であり、本作ではその実力がいかんなく発揮されている。本作の大半はプレイヤーキャラクターであるジョンを操作してハンターキラー（以下HK）やターミネーターと戦っていくが、ステージによってはテクニカル（武装車輌）の銃座席に搭乗することもある。
本作には前作ウォンテッドにも組み込まれた『カバー･ポジション』と呼ばれるアクションが採用されており、これによりジョンたちは物陰などに身を隠しながら周囲の状況を把握したり『ブラインド・ファイア』（物陰から銃だけを出して反撃する）を行える。そのため、感覚と雰囲気は『Gears of War』に近い。
本作にはオンライン･マルチプレイは搭載されていないが、スプリット･スクリーン（画面分割）による2人協力プレイが可能である。また、本編や予告編でブラッド・フィーデルが作曲した『ターミネーターのテーマ』のリミックス曲が多用されるなど、ファンサービスにも気を配っている。
なお、本作の発売直後にGRINは解散したため、本作が同スタジオの最後の作品となった。
本作とは別に、同名のガンシューティングも存在するが、比較的難易度が高い仕様である。

## ストーリー
核戦争で社会が崩壊した未来においてスカイネットの機械軍と戦う人類側の抵抗軍の指導者となる宿命のもとに生まれたジョン・コナーだったが、2016年時点では抵抗軍の一兵士の立場に過ぎなかった。その苦しい戦いの中で、ジョンは希望を失いつつあった。上層部との意見相違によって大きな人命損失を看過し続けているためである。
Chapter One, L.A. 2016　~ チャプター1 ”ロサンゼルス 西暦2016年”
スカイネットセントラルを目標とする抵抗軍の作戦は失敗し、撤退命令が下ったジョンはブレア・ウィリアムズらと共に集合地点へ向かうが、そこには迎えのヘリコプターは居なかった。空域の安全が確保できず着陸できなかったのだ。ジョンたちは新たな集合地点へテクニカルで脱出するが、飛行型HK（HKエリアル）の追撃を受ける。
Chater Tow, Thank Heaven　~ チャプター2 ”天に感謝”
翌日ジョンたちはようやく集合地点へ到着するが、そこでスカイネット側勢力圏に取り残されたデイヴィットたちからの助けを求める通信をキャッチする。迎えのヘリコプターの友軍にデイヴィッド救出を訴えるジョンだが、指揮官は危険を理由に切り捨ての判断を下す。反発したジョンはヘリを下りて単独で救出に向かおうとするが、そこに巨大ターミネーター『ハーヴェスター』が強襲する。
Chapter Three, New Acquaintances　~ チャプター3 ”新たな知人”
ハーヴェスターから逃れたジョンたちは改めてデイヴィッドの救出へ向かうが、そこでハーヴェスターの攻撃で不時着したヘリに遭遇し、ドブキン、アンジーら4人の友軍兵士を助ける。
Chapter Four, The Sights　~ チャプター4 ”光景”
うち続くマシンたちとの戦闘でドブキンは戦死。戦意が折れかけたアンジーをなだめすかすようにして、ジョンはルートを見定めるため崩れかけた高層ビルに登り、HKエリアルとの一騎討ちとなる。
Chapter Five, Underground　~ チャプター5 ”アンダーグラウンド”
スカイネットの眼をかいくぐるため地下鉄跡に潜り込んだジョンたちは、独自にサバイバルを続けるウォーレンたちのグループに遭遇する。しかしそこにも追っ手のマシンたちが襲来する。モト・ターミネーターからの決死のチェイスに臨む。
Chapter Six, Into the Wild　~ チャプター6
街からの脱出を決意したウォーレンたちを援護し、なんとか追撃を振りきって一息つくジョンたちだが、デイヴィッドとの通信が途絶えてしまう。ウォーレンによると、丘の上にそびえる監視塔からの妨害電波のせいだという。ジョンたちは不可能だというウォーレンを尻目に監視塔の破壊に向かう。その姿に、一度は戦いを捨てようとしたアンジーも後に続き、さらにウォーレンたちの仲間だったバーンズまでもが助太刀に加わるのだった。
Chapter Seven, Angie　~ チャプター7 ”アンジー”
スカイネットの人間に対する侮りによるものか、手薄な警戒を衝いてジョンたちは監視塔の中枢部の爆破工作に成功する。しかし後一歩で脱出というところで敵から足止めを食らう。爆破時刻は目前、その時アンジーは…！
Chapter Eight, Every Life is Sacred　~ チャプター8
監視塔の爆破は成功したものの、犠牲に打ちひしがれるジョン。しかしその前に、脱出したと思われたウォーレンが姿を現す。難攻不落の監視塔が崩れ落ちる姿が、マシンから逃げ隠れ続けてきた彼らの心をも動かしたのだ。デイヴィッドとの通信も回復し、気力を奮い起こしたジョンは、ウォーレンからもらったノートパソコンを武器にスカイネットの防衛圏に突入する作戦を練る。
Chapter Nine, For the Resistance　~ チャプター9 ”抵抗軍の為に”
ハッキングで乗っ取った戦車ハンターキラーの圧倒的パワーでスカイネット側防衛線に殴りこみをかけたジョンたちは対空砲をあらかた無力化し、デイヴィッドとの接触に成功する。しかし対空陣地をあと一箇所破壊しなければ爆撃隊と救出ヘリを投入できない。群がるマシンたちとの決戦が火蓋を切る。

## 勢力とキャラクター、キャスト
英語版からの抜粋である。
本作は英語音声日本語字幕で、一部映画と同じキャストが起用されている。映画原作のゲームに度々あることだが、肖像権と声に関してクリスチャン・ベールといざこざがあったらしく、ジョン･コナーは違う人物が声を当てている。

### 人類抵抗軍+α
ジョン・コナー（John Connor） 声：ギデオン・エメリー
本作の主人公。プレイヤー・キャラクターである。幼少の頃から銃火器の扱いや組織の作り方を教わっていたため、ありとあらゆる銃火器の使用ができる。そして今、母サラの警告した未来とはあまりにも違う現実に翻弄されながらもスカイネットに立ち向かい、戦いの中で出会った人々を導いていく。
ブレア・ウィリアムズ（Blair Williams） 声：ムーン・ブラッドグッド
映画と同じくムーン・ブラッドグッドがモデルと声を担当する。映画ではA-10攻撃機のパイロットだったが、本作では歩兵としてジョンと共に戦い、マルチプレイではもう一人のプレイヤー･キャラクターとなる。
アンジー・ソルター（angie salter） 声：ローズ・マッゴーワン
抵抗軍の女性兵士。出口の見えない戦いに戦意喪失しかけており、なりゆきで同行したジョンやブレアとも口論が絶えなかったが、不可能とも思われる道を一歩一歩進んでいくジョンに心を動かされていく。ゲーム中ではNPCとして行動し、最初は銃撃をためらう程だったが、話が進むに連れて勇敢になる。
バーンズ 声：コモン
映画と同じくコモン本人が声を担当する。
本作時点ではロサンゼルスの地下で暮らす難民達の1人だったが、逃げ隠れ続ける生活に嫌気が差してジョンと共に戦う決意をする。隠れ家に機械軍が侵入した場合に備えて爆弾のトラップを仕掛けており、ブレアから素人の仕事ではないと評されるなど爆発物の扱いに長けており、ウォーレンからも物資の管理を一任されるなど信頼は厚い。ただし抵抗軍の面々に比べて機械軍の情報には疎く、ターミネーターやハンターキラーという名前を知らないためそれらを単に「ロボット」と呼んでいる。ゲーム中でも爆破に腕をふるい、その間の彼を護衛するミッションがたびたびある。
デイヴィット・ウェストン（David Weston） 声：Sean Cory Cooper
抵抗軍の兵士。部隊と共に機械軍の基地で孤立してジョンに助けを求める。このゲームは彼らの部隊を救出(Salvation)することが目標である。
ピーターズ（Peters） 声：Darryl Kurylo
抵抗軍の兵士。第1章で仲間と共にテクニカルに乗り込むが、T-600の奇襲を受け仲間と共に殺害され、テクニカルも奪われてしまう。
Deckard（Joe Camareno）
ドブキン（Dobkin） 声：ノーラン・ノース
抵抗軍のヘリコプターを操縦していたが、敵地で被弾して軟着陸。アンジーと共に孤立するがジョンとブレアに助けられる。
グリフィン 声：Robbie Rist
オグレディ 声：デビッド・ケイ
Murphy 声：ドワイト・シュルツ
ロジャース 声：ラッセル・ホーンズビー
ウォーレン（Warren） 声：エド・オロス
ロサンゼルスの地下に潜む難民達のリーダー。四年に渡って隠れ家を機械軍の目から欺き通したと豪語するが、バーンズによると四ヶ月ともったためしは無いとのこと。新たな居場所へ転々とする生活を続けているためか警戒心は強く、部外者のジョンにはスキン・ジョブでない証として「自分を切れ」と言ったり（スキン・ジョブなら、ゴム製の皮膚から血は流れないため）、「お前のせいで機械軍に見つかったら、お前を殺す」などときつい物言いをするが、決死行に赴くジョンに貴重な物資を提供する心意気も見せた。物語後半、不可能と思われた監視塔爆破を目の当たりにしてジョンを認めた。
ウェルズ（ケリー・ヒュー）
リンダ（Lupe）
マークス（Marks） 声：Victor Kubicek featuring the voice of Skyler Stone 
抵抗軍のヘリコプター・パイロット（デビッド・ケイ）
そのほかのキャスト
Roger Craig Smith ロジャー・グレイグ・スミス
Chris Edgerly クリス・エドガーリー
Stephanie Sheh ステファニー・シェー
Hedy Burress
Dante Basco ダンテ・バスコ
Josh Keaton ジョシュ・キートン
Tiffany Haddish ティファニー・ハディッシュ
Keith Silverstein キース・シルバーシュタイン
Fred Tatasciore フレッド・タタショア
Liam O'Brien リアム・オブライエン

### スカイネット
映画予告にも登場したバイク型の「モト・ターミネーター」や巨大ターミネーター「ハーヴェスター」、『1』と『2』にも登場した飛行形HK、戦車形HKが確認されている。
T-600
スカイネット率いる機械軍の主力歩兵となっている人型ターミネーターである。人間では装備できないようなガトリングガン、ミニガン、チェーンガンなど重火器を装備し、多くの登場人物がこのターミネーターにターミネート（抹殺）されている。攻守共に優れ等身大レベルではもっとも強敵。弱点は攻撃によって装甲が剥がれた箇所。
劇中ではエンドスケルトンを略したエンドという別名でも呼ばれる。
T-600 Skin Job（スキン・ジョブ）
抵抗軍あるいは難民への潜入を目的としたT-600の改良型で、ゴムの皮膚をまとって人間らしくなっている。ただし『1』でカイル・リースが「旧型（T-600）は皮膚がゴムで出来ていて識別も容易だった」と評していた通り、よく見れば金属の骨格が露出していたりと、マシーンだと一目瞭然である。
ただし本作の舞台である2016年時点ではまだ実戦投入されたばかりなのか、ブレアは初遭遇時に人間だと間違えている。この時、ジョンがまだ出現していないT-800について漏らしたのをアンジーにいぶかられている。
エアロスタッツ（Aerostats）
小型飛行マシーン。多数の編隊を組み、内蔵した機銃でジョン達を積極的に攻撃してくる。攻撃時には外側のカバーを開放するが、その形態が虫に似ていることから劇中ではワスプとも呼ばれる。
攻撃力は高くないが素早いので単発武器やライフルの連射を当て続けるのは難しく、空中にいるため爆発のダメージも及びにくい。ショットガンが効果的。
T-7-T スパイダー
4足歩行形のターミネーター（ハンター・キラー）。スパイダーと名はついているが横移動することもあり蟹に似ている。その仕様上動きはかなり鈍いが、小火器では貫通できないレベルの装甲を持つ。両手にはマシンガンが装着され、やはり大きな脅威となっている。
オープニング･ムービーではRPG-7の直撃に耐えている描写があるが、ゲーム中では一撃で破壊できる。また、T-600と同じく装甲が剥がれた箇所が弱点であるが、最大の弱点は背面で、バッテリーのオーバーヒート防止のため、装甲は排熱を妨げないよう最小限レベルとなっているため、容易に装甲剥離状態にして撃破できる。
ハンターキラー エリアル
大型飛行マシーン。大型ゆえ耐久力は高く、RPG-7といった重火器を複数発浴びせなければ撃破は困難。
ハンターキラー タンク
戦車型の重量級陸戦マシーン。本作では敵ではなく、ロサンゼルスの機械軍のジャミング施設に故障して機能停止していたものを、ジョンが持ち前のスキルで修理とリプログラムを施し、敵中突破して機械軍の防空陣地を破壊するのに用いた。
映画第一作でカイルらに猛威をふるった威力を、建物を踏み潰して直進するパワーと、虫のように群がるターミネーターを蹴散らす火力でいかんなく発揮する。ただし残HPに関係無く対空陣地を3箇所破壊に成功した時点で大破したとして放棄させられる。
モト・ターミネーター
映画にも登場したバイク型ターミネーター。車両などに搭乗したジョン達を追撃してくる。武装は映画とは異なり、プラズマ砲ではなくミニガンである（ただし、小説版「ターミネーター4」とは同じ）。頭部形状も視覚器が縦に並んでいた映画版とは異なり、昆虫の複眼あるいはヘッドライトを思わせる大きなものが左右に並んでいる。
ハーヴェスター
収穫者を意味する巨大マシーン。出番は少なくゲスト的な扱い。撃破は不可能で、一定のダメージを与えるとイベントクリアで強制的に撤退を余儀なくされる。
対空砲台
機械軍がロサンゼルスの一角に設置した、防空網の中核兵器。T-600よりも巨大である分、火力や耐久力は大きい。